# نيوتا
نيوتا (بالإنجليزية: Niota, Tennessee)‏ هي مدينة تقع بولاية تينيسي في وسط شرق الولايات المتحدة. تأسست عام 1850s، تبلغ مساحة هذه المدينة 5.2 (كم²)، وترتفع عن سطح البحر 307 م، بلغ عدد سكانها 781 نسمة في عام 2010 حسب إحصاء مكتب تعداد الولايات المتحدة وتصل الكثافة السكانية فيها 150.2 نسمة/كم2.

## التركيبة السكانية
حدّد مكتب تعداد الولايات المتحدة بيانات التركيبة السكانية لنيوتا في تعداد الولايات المتحدة. في ما يلي، التركيبة السكانية حسب تعدادي 2000 و2010.

### تعداد عام 2000
بلغ عدد سكان نيوتا 781 نسمة بحسب تعداد عام 2000، وبلغ عدد الأسر 344 أسرة وعدد العائلات 232 عائلة مقيمة في المدينة. في حين سجلت الكثافة السكانية 131.3 نسمة لكل كيلومتر مربع (340.1/ميل2). وبلغ عدد الوحدات السكنية 382 وحدة بمتوسط كثافة قدره 64.2 لكل كيلومتر مربع (166.3/ميل2).
وتوزع التركيب العرقي للمدينة بنسبة 96.67% من البيض و2.05% من الأمريكيين الأفارقة و0.38% من الأمريكيين ذوي الأصول الآسيوية و0.90% من عرقين مختلطين أو أكثر و0.51% من الهسبانيون أو اللاتينيون من أي عرق.
بلغ عدد الأسر 344 أسرة كانت نسبة 32.6% منها لديها أطفال تحت سن الثامنة عشر تعيش معهم، وبلغت نسبة الأزواج القاطنين مع بعضهم البعض 54.7% من أصل المجموع الكلي للأسر، ونسبة 7.8% من الأسر كان لديها معيلات من الإناث دون وجود شريك، بينما كانت نسبة 4.9% من الأسر لديها معيلون من الذكور دون وجود شريكة وكانت نسبة 32.6% من غير العائلات. تألفت نسبة 29.1% من أصل جميع الأسر من عدة أفراد يعيشون في نفس المنزل ونسبة 14.2% كانت تتألف من شخص يعيش بمفرده يبلغ من العمر 65 عاماً أو أكثر. وبلغ متوسط حجم الأسرة المعيشية 2.27، أما متوسط حجم العائلات فبلغ 2.76.
بلغ العمر الوسطي للسكان 40.1 عاماً. وكانت نسبة 21.9% من القاطنين تحت سن الثامنة عشر، وكانت نسبة 7.6% بين الثامنة عشر والرابعة والعشرين عاماً، ونسبة 28.7% كانت واقعةً في الفئة العمرية ما بين الخامسة والعشرين والرابعة والأربعين عاماً، ونسبة 25.6% كانت ما بين الخامسة والأربعين والرابعة والستين، ونسبة 16.3% كانت ضمن فئة الخامسة والستين عاماً فما فوق. يوجد لكل 100 أنثى 91.4 ذكر، ويوجد لكل 100 أنثى في الثامنة عشر من عمرها فما فوق 88.3 ذكر.
بلغ متوسط دخل الأسرة في المدينة 28,750 دولارًا، أما متوسط دخل العائلة فبلغ 36,136 دولارًا. وكان متوسط دخل الذكور 30,119 دولارًا مقابل 21,964 دولارًا للإناث. وسجل دخل الفرد الخاص بالمدينة 15,152 دولارًا. وكانت نسبة 8.6% من العائلات ونسبة 12.1% من السكان تحت خط الفقر، وكان من هؤلاء نسبة 18.3% تحت سن الثامنة عشر ونسبة 10.3% في الخامسة والستين من العمر وما فوق.

### تعداد عام 2010
بلغ عدد سكان نيوتا 719 نسمة بحسب تعداد عام 2010، وبلغ عدد الأسر 316 أسرة وعدد العائلات 203 عائلة مقيمة في المدينة. في حين سجلت الكثافة السكانية 120.8 نسمة لكل كيلومتر مربع (312.9/ميل2). وبلغ عدد الوحدات السكنية 371 وحدة بمتوسط كثافة قدره 62.4 لكل كيلومتر مربع (161.6/ميل2).
وتوزع التركيب العرقي للمدينة بنسبة 94.30% من البيض و1.95% من الأمريكيين الأفارقة و0.28% من الأمريكيين الأصليين و1.11% من الأمريكيين ذوي الأصول الآسيوية و0.28% من الأعراق الأخرى و2.09% من عرقين مختلطين أو أكثر و1.67% من الهسبانيون أو اللاتينيون من أي عرق.
بلغ عدد الأسر 316 أسرة كانت نسبة 29.7% منها لديها أطفال تحت سن الثامنة عشر تعيش معهم، وبلغت نسبة الأزواج القاطنين مع بعضهم البعض 48.1% من أصل المجموع الكلي للأسر، ونسبة 12% من الأسر كان لديها معيلات من الإناث دون وجود شريك، بينما كانت نسبة 4.1% من الأسر لديها معيلون من الذكور دون وجود شريكة وكانت نسبة 35.8% من غير العائلات. تألفت نسبة 30.1% من أصل جميع الأسر من عدة أفراد يعيشون في نفس المنزل ونسبة 15.8% كانت تتألف من شخص يعيش بمفرده يبلغ من العمر 65 عاماً أو أكثر. وبلغ متوسط حجم الأسرة المعيشية 2.28، أما متوسط حجم العائلات فبلغ 2.82.
بلغ العمر الوسطي للسكان 43.6 عاماً. وكانت نسبة 23.1% من القاطنين تحت سن الثامنة عشر، وكانت نسبة 4.9% بين الثامنة عشر والرابعة والعشرين عاماً، ونسبة 23.6% كانت واقعةً في الفئة العمرية ما بين الخامسة والعشرين والرابعة والأربعين عاماً، ونسبة 29.5% كانت ما بين الخامسة والأربعين والرابعة والستين، ونسبة 18.9% كانت ضمن فئة الخامسة والستين عاماً فما فوق. وتوزع التركيب الجنسي للسكان بنسبة 47.1% ذكور و52.9% إناث.

## وصلات خارجية
- The US50 - Cities and Towns in Tennessee State